# Elisabeth Pavel
Elisabeth Pavel (geboren 1. September 1990 in Sibiu) ist eine rumänische Basketballnationalspielerin. Sie spielt auf der Center-Position. 

## Leben
Pavel wuchs in Sibiu auf und erlernte dort das Basketballspielen bei Magic Sibiu.

## Karriere
2007 startete die 1,92 m große Athletin ihre Profikarriere  beim rumänischen Erstligisten BC Arad, dem Heimatverein Diana Pops. Zur Saison 2009/2010 wechselte sie zum Liga-Konkurrenten CSM Satu Mare. 
Schon ein Jahr später startete sie ihre internationale Karriere in Neapel bei Saces Dike Napoli. Zur Saison 2012/2013 zog es sie nach Österreich, wo sie beim Erstligisten Flying Foxes Wien auf Korbjagd ging und 2013 und 2014 sowohl den Pokalsieg als auch die Meisterschaft feiern konnte.
2014 wechselte Elisabeth Pavel zum rumänischen Erstligisten CSU Universitatea Alba Iulia. Dort wurde sie Vizepokalsiegerin und kam in der Meisterschaft unter die ersten Vier. Im europäischen CEWL-Wettbewerb konnte sie mit ihrem Team den 2. Platz belegen.
Zur Saison 2015/2016 wurde die rumänische Centerin vom deutschen Serienmeister TSV 1880 Wasserburg verpflichtet, dessen bisherige Centerinnen Emma Cannon und Anna Jurcenkova den Verein wechselten.

## Nationalmannschaft
Pavel durchlief die rumänischen Jugendnationalmannschaften und wurde im Alter von 19 Jahren in die rumänische Nationalmannschaft berufen.   

## Erfolge
- Bronze bei der U16-B-Europameisterschaft in Jyväskylä (Finnland).
- Rumänische Meisterin 2008 mit BC Arad.
- Österreichischer Meister 2013 und 2014 mit Flying Foxes Wien.
- Österreichischer Pokalsieger 2013 und 2014 mit Flying Foxes Wien.